# 143-тя резервна дивізія (Третій Рейх)
143-тя резервна дивізія (Третій Рейх) (нім. 143. Reserve-Division) — резервна піхотна дивізія Вермахту, що входила до складу німецьких сухопутних військ у роки Другої світової війни.

## Історія
143-тя резервна дивізія була сформована 18 вересня 1942 року шляхом перейменування дивізії № 143 і передана в підпорядкування командувачу вермахту в Україні, з дислокацією в місті Дубно на Західній Україні. Її включили до LXII резервного корпусу, який мав у своєму складі 3 резервні дивізії (143-ю, 147-му та 153-ю), що виконував бойове завдання з охорони залізничного сполучення та боротьби з партизанами у районах з залізничними вузловими центрами у Києві, Коростяні, Луцьку, Сарнах, Чернігові, Фастові та Житомирі. Крім того, частини дивізії використовувалися для збирання врожаю та інших завдань окупації.
Штаб дивізії було розпущено 18 лютого 1944 року. У цей момент полки дивізії вже воювали у складі групи армій «Північна Україна».

## Райони бойових дій
- Німеччина (вересень 1942);
- СРСР (Райхскомісаріат Україна) (вересень 1942 — січень 1944).

## Командування

### Командири
- генерал-лейтенант Пауль Штевер (нім. Paul Stöwer) (18 вересня 1942 — 18 лютого 1944)

### Підпорядкованість
| Час      | Корпус          | Армія                           | Група армій (округ)   | Штаб  |
| -------- | --------------- | ------------------------------- | --------------------- | ----- |
| 1942     |                 |                                 |                       |       |
| листопад | LXII рез.корпус | Командування Вермахту «Україна» |                       | Дубно |
| 1943     |                 |                                 |                       |       |
| січень   | LXII рез.корпус | Командування Вермахту «Україна» |                       | Дубно |
| листопад | LXII рез.корпус | Командування Вермахту «Україна» | Група армій «Південь» | Дубно |
| 1944     |                 |                                 |                       |       |
| січень   | LXII рез.корпус | Командування Вермахту «Україна» |                       | Дубно |

### Склад
| 1943                                     |
| ---------------------------------------- |
| 68-й резервний гренадерський полк        |
| 76-й резервний гренадерський полк        |
| 208-й резервний гренадерський полк       |
| 122-й резервний піхотний батальйон       |
| 169-й резервний піхотний батальйон       |
| 188-й резервний піхотний батальйон       |
| 323-й резервний піхотний батальйон       |
| 337-й резервний піхотний батальйон       |
| 386-й резервний піхотний полк            |
| 397-й резервний піхотний батальйон       |
| 512-й резервний піхотний батальйон       |
| 230-й резервний піхотний батальйон       |
| 479-й резервний піхотний батальйон       |
| 257-й резервний артилерійський дивізіон  |
| 68-й резервний інженерний батальйон      |
| 68-ма резервна піхотна рота зв'язку      |
| 76-та резервна піхотна рота зв'язку      |
| 68-ма резервна рота озброєння            |
| 76-та резервна рота озброєння            |
| 3-тя резервна піхотно-кавалерійська рота |